# Бьёрквист, Маркус
Ма́ркус Бьёрквист (швед. Markus Björkqvist; род. 4 сентября 2003, Мальмё) — шведский футболист, полузащитник клуба «Мальмё».

## Клубная карьера
Футболом начал заниматься в клубе «Бара». В 11-летнем возрасте перешёл в академию «Мальмё». Отыграв два года он не смог пробиться в молодёжную команду клуба и был вынужден уйти в «Хусие». В его составе выступал в различных юношеских соревнованиях. В 2017 году Бьёрквист вернулся в «Мальмё», где дорос до взрослой команды. Первую игру в основном составе провёл 6 марта 2021 года в матче группового этапа кубка Швеции с «Хальмстадом», выйдя на замену на 87-й минуте вместо Эрдаля Ракипа. В июне 2021 года подписал с клубом долгосрочный контракт. 27 июля дебютировал в чемпионате Швеции в игре очередного тура против «Мьельбю», заменив за пять минут до конца основного времени второго тайма Себастиана Нанаси.

## Карьера в сборных
Выступал за юношескую сборную Швеции. Дебютировал в её составе в мае 2019 года в товарищеском турнире четырёх сборных в матче с Парагваем, появившись на поле после перерыва вместо Юхана Нургрена.

## Клубная статистика
| Выступление      | Выступление      | Выступление      | Лига | Лига | Кубки | Кубки | Конт. кубки | Конт. кубки | Итого | Итого |
| Клуб             | Лига             | Сезон            | Игры | Голы | Игры  | Голы  | Игры        | Голы        | Игры  | Голы  |
| ---------------- | ---------------- | ---------------- | ---- | ---- | ----- | ----- | ----------- | ----------- | ----- | ----- |
| Мальмё           | Аллсвенскан      | 2021             | 1    | 0    | 1     | 0     | 0           | 0           | 2     | 0     |
| Мальмё           | Итого            | Итого            | 1    | 0    | 1     | 0     | 0           | 0           | 2     | 0     |
| Всего за карьеру | Всего за карьеру | Всего за карьеру | 1    | 0    | 1     | 0     | 0           | 0           | 2     | 0     |